# Адвентивни корен
Aдвентивни корен (radix adventiva) je онај који није настао из радикуле, односно корена ембриона и његових бочних коренова. Постоје два типа адвентивних коренова морфолошки и трауматски. Коренови (или њихови зачеци) који су формирани још у току развића летораста су морфолошки, а они који су индуковани повредама су трауматски и формирају се de novo.

## Таксони са морфолошким адвентивним кореновима
Међу врстама код којих постоје морфолошки, латентни зачеци корена и пре озледе су и Campsis radicans (L.) Seem., Citrus spp, Cotoneaster dammeri Schneid., Ficus carica L., Hedera helix L., Jasminum spp, Lonicera japonica Thunb., Populus spp. & CVS, Ribes alpinum L., Salix spp... углавном врсте које се лако ожиљују.

## Ваздушно корење
Неке врсте формирају морфолошке коренове који су видљиви споља на леторасту. Такви адвентивни коренови називају се ваздушно корење. Неке од врста са оваквим кореновима су фикуси, текоме, бршљан ...